# Kermabrissoides siculum
Kermabrissoides siculum är en sjöborreart som först beskrevs av Baker och Ross Robert Mackerras Rowe 1990.  Kermabrissoides siculum ingår i släktet Kermabrissoides och familjen Asterostomatidae. Inga underarter finns listade i Catalogue of Life.